# José (patriarca nestoriano)
José foi um católico do nestorianismo, considerado Patriarca da Igreja Assíria do Oriente, de 552 a 567.
Ele foi o sucessor de Mar Aba I, e continuou seu trabalho com quase a mesma eficiência. Em seu período foi fundada a igreja de Naamania na província de Patriarchalis e a igreja de Zuabia na província de Adiabena. Seu sucessor foi Ezequiel (570-581).